# Praça da Revolução (Bucareste)
A Praça da Revolução (em romeno: Piața Revoluției) é uma praça do centro de Bucareste, a capital da Roménia. Chamada originalmente Praça do Palácio (Piața Palatului), durante a era comunista foi rebatizada Praça Gheorghe Gheorghiu-Dej. Durante a Revolução Romena de 1989 foi palco de confrontos e manifestações contra o regime do ditador Nicolae Ceaușescu, o que contribuiu para que o nome fosse mudado para o atual.
De forma alongada na direção norte-sul, paralelamente à Avenida da Vitória (Calea Victoriei), que a atravessa, é confrontada a norte pela Praça George Enescu, onde se encontra o Ateneu Romeno. Nela se situam vários monumentos que são marcos de Bucareste, como o antigo Palácio Real (atualmente o Museu Nacional de Arte da Roménia), a  Biblioteca da Universidade de Bucareste, a Igreja Crețulescu, o Hotel Athénée Palace, o Memorial do Renascimento (Memorialul Renașterii), a estátua equestre do rei Carlos II, o monumento a Iuliu Maniu e o busto de Corneliu Coposu, além da antiga sede do Comité Central do Partido Comunista Romeno, de onde Nicolae Ceaușescu e a sua esposa fugiram de helicóptero durante a revolução que os derrubaria, em 22 de dezembro de 1989.

## Monumentos
O antigo Palácio Real (Palatul Regal), chamado Palácio da república entre 1948 e 1990, foi a última residência oficial dos reis da Roménia até 1947, quando a monarquia foi deposta. O edifício atual foi construído entre 1936 e 1937, após o palácio original ter sido destruído por um fogo em 1926. O edifício original foi erigido em 1812 pelo boiardo Dinicu Golescu e em 1837 tornou-se a residência do príncipe da Valáquia e posteriormente dos reis da Roménia. Em 1950 passou a alojar o Museu Nacional de Arte.
A Biblioteca Central da Universidade de Bucareste Carlos I (Biblioteca Centrală Universitară „Carol I”) foi construída em 1893 com o patrocínio do rei Carlos I. É da autoria do arquiteto francês Paul Gottereau, que também foi o autor da ampliação realizada em 1911. Quando abriu, em 1895, tinha 3 400 de volumes, entre livros e periódicos. Em 1970 tinha mais de dois mihões de volumes. Durante a revolução de 1989, um fogo destruiu mais de 500 000 livros e 3 700 manuscritos. O edifício foi reparado e modernizado a partir de abril de 1990, tendo reaberto em novembro de 2001.
Em frente à biblioteca ergue-se estátua equestre do rei Carlos I, uma cópia não exata da original, inaugurada em 2010. É uma obra imponente em bronze, com 13 metros de altura, com elevado valor simbólico para o nacionalismo romeno, pois Carlos (r. 1866–1914) foi o primeio rei da Roménia independente, pelo que é um símbolo da unificação nacional. A estátua original, da autoria do escultor croata Ivan Meštrović, foi inaugurada no dia 10 de maio (dia nacional) de 1939 e foi removida do pedestal pelo regime comunista na noite de 30 para 31 de dezembro de 1947, quando foi levado a cabo o golpe de Estado que depôs o último rei romeno, Miguel I. No ano seguinte foi destruída.
A Igreja Crețulescu é um templo ortodoxo de estilo Brâncovenești construída entre 1720 e 1722 pelo boairdo Iordache Crețulescu e pela sua esposa Safta, filha do príncipe Constantino Brâncoveanu. Outrora tinha as paredes exteriores pintadas mas desde a resturação levada a cabo nos anos 1930 que tem pareces revestidas a tijolo. Os frescos no interior do alpendre datam da altura da construção, mas os do interior foram pintados por Gheorghe Tattarescu em 1859-1860. A igreja foi danificada pelo sismo de 1940, tendo sido restaurada três anos depois. Chegou a estar planeada a sua demolição, que não chegou a relaizar-se graças aos esforços de vários arquitetos. O sismo de 1977 também provocou estragos que obrigaram a restauros. O último restauro foi realizado depois da revolução de 1989.

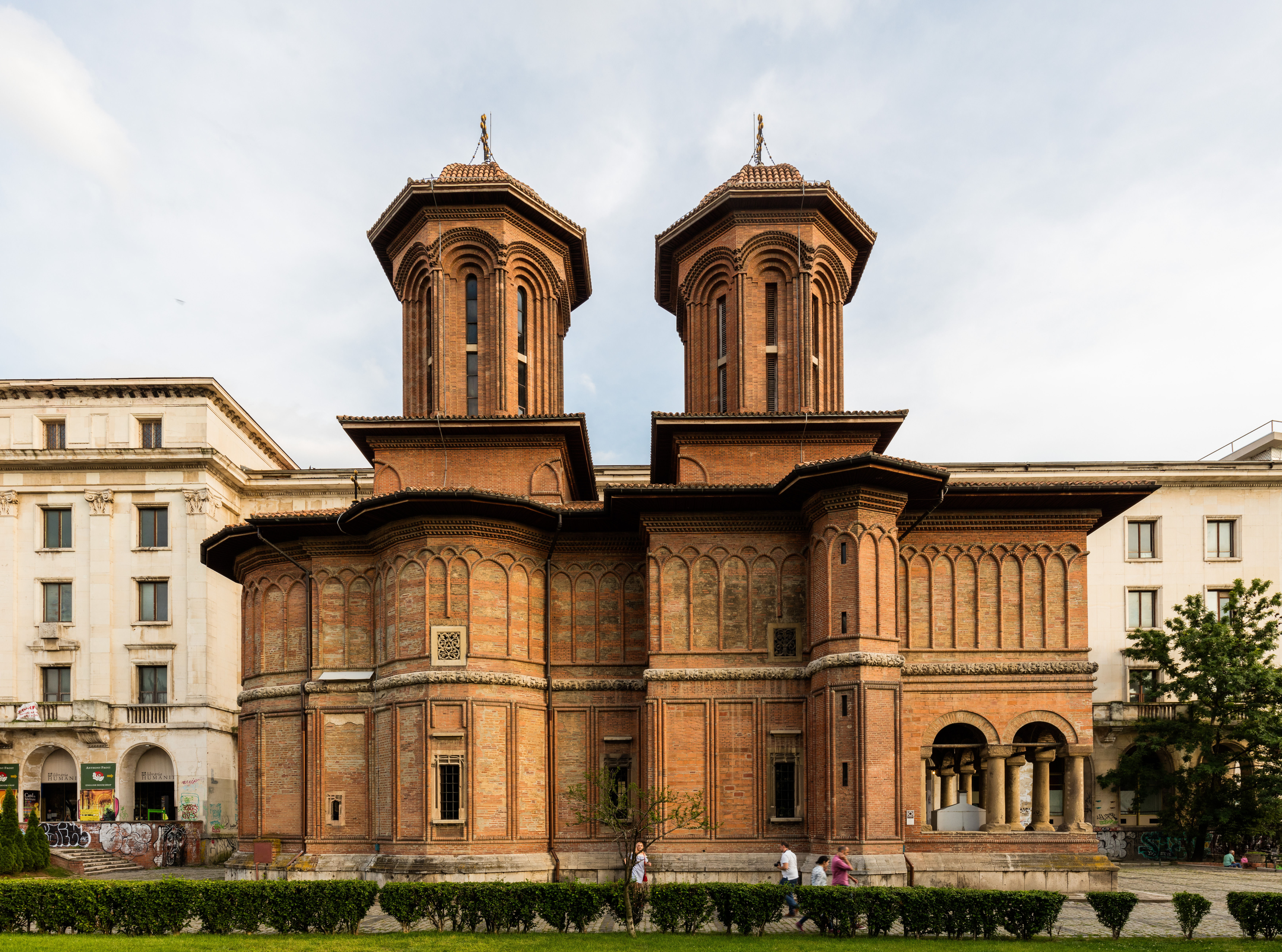
Igreja Crețulescu

O Memorial da Renascimento, cujo nome oficial completo é "Memorial do Renascimento - A Glória Eterna dos Heróis e a Revolução Romena de dezembro de 1989", é um conjunto monumental erigido em memória das vítimas de 1989, da autoria de Alexandru Ghilduș. O monumento tem vários elementos. No centro ergue-se um grande obelisco piramidal (a Pirâmide da Viória; Piramida Izbanzii) e um muro onde estão inscritos os nomes das 1 058 vítimas mortais da revolução (o Muro da Lembrança; Zidul Amintirii). O obelisco tem uma escultura de forma oval "espetada" na parte superior. Inaugurado em agosto de 2005, provocou muita controvérsia, que ainda durava nove anos depois, quer devido à sua estética original quer ao seu custo considerado exorbitante (56 mil milhões * de leus antigos, correspondentes a cerca de 1,2 milhões de euros em 2018 sem ter em conta as flutuações cambiais ou 5,4 milhões de reais). Devido à sua forma polémica, considerada de mau gosto ou demasiado kitsch por muitos comentadores, na altura da inauguração a imprensa e a população fizeram comparações pouco lisonjeiras do memorial  "batata em vaso", "falta de circuncisão", "monumento de penetração", "cérebro numa vara", "palito de dente", "pote da revolução", "o pote e o testículo", etc.

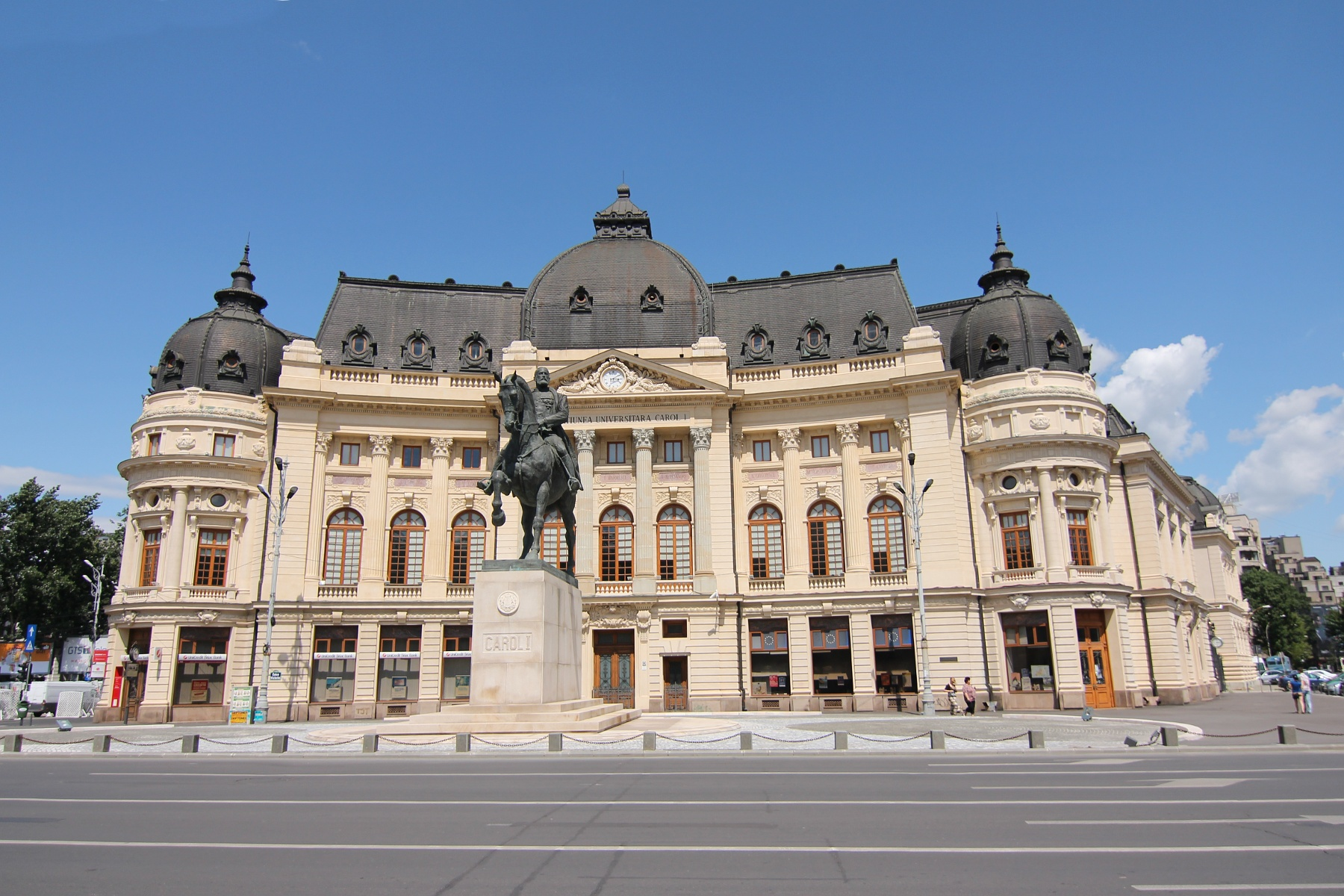
Biblioteca Central da Universidade de Bucareste Carlos I, com a estátua equestre de Carlos I em frente

O Hotel Athénée Palace é um hotel histórico de luxo, que em 2018 pertencia à cadeia Hilton, da qual faz parte desde 1994, quando foi privatizado e seguidamente renovado, tendo sido reaberto em 1997. O edifício de estilo art nouveau foi desenhado pelo arquiteto francês Construído entre 1912 e 1914 Théophile Bradeau e renovado na década de 1930 pelo arquiteto romeno Duiliu Marcu. Logo após a sua inauguração tornou-se um local muito popular para a alta sociedade romena e internacional, onde se realizavam grandes festas. Até meados ou fim da Segunda Guerra Mundial tornou-se também conhecido internacionalmente por ser um local de encontro de espiões (alguns autores referem-se a ele como o covil mais notório de espiões da Europa nos anos que antecederam a guerra). Essa fama perdurou, ainda que em menor escala, durante a Guerra Fria. A seguir à instauração do regime comunista, foi nacionalizado.